# Jean Boulet
Pour les articles homonymes, voir Jean Boulet (homonymie) et Boulet (homonymie).
Jean Boulet, né le 16 novembre 1920 à Brunoy (Essonne) et mort le 13 février 2011 à Aix-en-Provence, est un pilote d'essai d'avions et d'hélicoptères, célèbre pour avoir battu 17 records, et en particulier le record mondial d'altitude en hélicoptère (sur Lama en 1972), toujours valable en 2020. Il est diplômé de Polytechnique et de Sup Aéro, et l'auteur de plusieurs ouvrages sur l'aviation.

## Biographie
Jean Boulet naît le 16 novembre 1920 à Brunoy dans l'Essonne. En 1940, il entre à l'École polytechnique dans la même promotion qu'André Turcat, puis, de 1942 à 1944, il suit les cours de l'École nationale supérieure de l'aéronautique et de l'espace (SupAéro). Il entre ensuite dans l'armée de l'air et dans le cadre des accords passés entre le Gouvernement de la France libre et les États-Unis, il est volontaire pour partir, fin 1944, apprendre à piloter aux États-Unis. Il passe son brevet de pilote de chasse aux États-Unis en février 1946, pilotant d'abord sur Boeing-Stearman (en), puis sur T-6 et enfin sur P-47. Démobilisé, il quitte l'armée en 1947 pour rentrer à la SNCASE en tant qu'ingénieur-pilote. Le directeur des essais en vol, Jacques Lecarme, lui demande alors de se charger des essais des hélicoptères. Il retourne alors aux États-Unis pour se former sur hélicoptère. Son premier vol s'effectue sur Sikorsky S.51 mais lors de celui-ci, une erreur de pilotage de l'instructeur entraîne la destruction de l'appareil. Sorti indemne de l'accident, il part pour une autre école et y décroche le brevet de pilote d'hélicoptère le 23 février 1948, il est alors le 8e pilote français à obtenir cette qualification de la part de la FAA.
Une fois son brevet obtenu, Jean Boulet revient en France, où entre-temps les hélicoptères SE.3000 et SE.3101 ont été développés. Les essais sont d'abord confiés à Henri Stackenburg, pilote d'essais spécialiste des autogires. Mais lors du premier essai du SE.3101, même avec le moteur à pleine puissance, l'appareil ne décolle pas. Jacques Lecarme propose à Jean Boulet, plus léger de 15 kg, d'essayer. Lors de cet essai, il le fait décoller de 30 cm et à rester en stationnaire pendant 15 minutes. Lors des essais suivants, il est décidé, au vu des bonnes performances en stationnaire, d'entreprendre des essais en translation, mais alors que l'appareil dépasse 40 km/h l'appareil se cabre sans que Jean Boulet puisse rétablir l'appareil. Finalement, à seulement quelques mètres du sol, l'appareil redevient contrôlable, et il parvient à le poser à plat mais avec une vitesse arrière de 20 km/h. La conception de l'appareil étant déficiente, il fut modifié et les essais purent reprendre. À peine trois mois après le premier vol du SE.3101, Jean Boulet est chargé du premier vol du SE.3000 et, en 1949, il présente officiellement le SE.3101 au meeting d'Orly.
En 1950, il est prêté à la SNCAN pour effectuer les essais de l'hélicoptère expérimental Nord 1710, cet appareil a la particularité d'avoir une hélice soufflant vers l'arrière sur des empennages verticaux et horizontaux en lieu et place d'un rotor anti-couple. L'appareil effectue son premier vol le 1er juillet 1950 à Montesson, mais lors du 11e vol l'appareil s'écrase, Jean Boulet en sort indemne.
En 1951, alors que la SNCASE s'installe à Marignane, elle rappelle Jean Boulet pour le charger des vols de réception des Vampire et Mistral qu'elle produit sous licence. Il effectue d'abord au Centre d'essais en vol un stage sur avion à réaction et obtient le brevet no 12 en 1952. Le 23 janvier 1953, chargé pour la réception du Mistral no 98 d'effectuer une série de décrochages, il part dans une vrille incontrôlable et est forcé d'utiliser son siège éjectable. Il est alors le premier pilote français à avoir la vie sauve grâce à cet équipement.
Le 1er mai 1953, il devient chef de base à Buc où est installé le département hélicoptères. Le nouvel hélicoptère SE.3120 Alouette, équipé d'un moteur Salmson 9NH avait fait son premier vol le 31 juillet 1951. Les défauts de jeunesse de l'appareil ont été résolus quand il en prend les commandes le 2 juillet 1953 pour un parcours Buc-Étampes-Rambouillet-Buc, qu'il réalise en un temps record : 1 252,57 km en 13 h 56, soit à la vitesse de 107,19 km/h devenant ainsi détenteur de ses premiers records du monde. Il bat alors les records détenus jusque-là par un Sikorsky H-5. En 1954, alors que la SNCASE vient d'obtenir la licence de fabrication du Sikorsky S-55, il s'occupe de l'instruction sur cet appareil en compagnie de Gérard Henry.
Le 12 mars 1955, Jean Boulet effectue le premier vol de l'hélicoptère à succès que sera l'Alouette II. Jean Boulet et Charles Marchetti enchaînent alors les essais et le 6 juin 1955, Jean Boulet atteint 8 209 m au-dessus de Buc. Les essais se poursuivent en haute montagne pour vérifier le comportement des turbines en atmosphère raréfiée en oxygène et en conditions météorologiques difficiles. En 1956, Jean Boulet et Henri Petit sauvent un alpiniste au refuge Vallot à 4 362 m. Ils remettent ça l'année suivante en participant à l'affaire Vincendon et Henry avec deux Alouette II. Il recevra d'ailleurs la Médaille d’honneur pour acte de courage et de dévouement pour son action.
En 1957, la SNCASE devient Sud-Aviation et, en 1958, elle crée une nouvelle version de l'Alouette II, désignée SE.3150. Celle-ci, équipée d'une turbine Astazou – qui équipera plus tard l'Alouette III – permet à Jean Boulet de battre de nouveaux records le 13 juin 1958 ; il atteint 10 984 m et bat les records de montée à 3 000 m, 6 000 m et 9 000 m, ce dernier est d'ailleurs toujours d'actualité. Le 28 février 1959, il fait décoller pour la première fois le prototype de l'Alouette III et en octobre 1960 il se rend en Inde avec le second prototype pour le présenter au gouvernement indien. Il y effectue plusieurs essais et réalise la performance d'atterrir sur le mont Deo Thiba (6 004 m) dans l'Himalaya avec trois personnes à son bord et 250 kg de matériel.
Après l'échec du SE.3200 Frelon, Sud-Aviation développe le SE.3210 Super Frelon. Le 7 décembre 1962, Jean Boulet lui fait faire son premier vol. Le 23 juillet 1963, Jean Boulet accompagné de Roland Coffignot établit deux nouveaux records de vitesse sur un Super Frelon modifié par l'aérodynamicien Marcel Riffard. Ils atteignent ainsi 350,47 km/h en ligne droite et 334,28 km/h sur un circuit fermé de 100 km. En avril 1965, c'est au tour du SA.330 Puma d'effectuer son premier vol entre les mains de Jean Boulet, puis en avril 1967, du prototype de la Gazelle désigné SA.340-01. Celui-ci sera bientôt modifié pour recevoir le fenestron inventé par René Mouille.
Le 17 mars 1969, c'est au tour du SA.315 Lama, une Alouette II équipé entre autres de la turbine et du rotor de l'Alouette III, d'effectuer son premier vol avec Jean Boulet aux commandes. Le 21 juin 1972, c'est aux commandes d'un Lama spécialement allégé (pas de second siège, ni de porte, juste le strict minimum pour piloter) qui établit un nouveau record d'altitude à 12 442 m, record toujours d'actualité. Et lors de la descente le moteur s'éteint, il descend alors en autorotation pendant près d'une demi-heure, établissant ainsi un nouveau record mais celui-ci ne peut être validé faute d'avoir été prévu.
En 1974 et 1976, Jean Boulet change de domaine et essaie des hydroptères, les H 890 et H 891 ; il s'agit de maquettes pour des projets plus lourds. Malgré des essais concluants, le projet est abandonné faute de crédits,.
En 1975, il prend sa retraite après avoir effectué plus de 9 000 heures de vol dont 8 000 sur hélicoptères et la majorité en essais. Il reste tout de même chargé de mission auprès de la direction d'Aerospatiale jusqu’en 1983.
En 1979, il remporte la Coupe Henri-Bories à Deauville avec Dominique Orbec sur Écureuil.
En 1982, ayant pu rencontrer presque tous les pionniers de cette industrie au cours de sa longue carrière et ayant pris des notes de ces conversations, il publie aux éditions France-Empire un livre intitulé L'Histoire de l'hélicoptère racontée par ses pionniers 1907-1956 (publié en anglais chez le même éditeur en 1984). 
Il meurt le 13 février 2011 à 23 h 30 dans sa résidence à Aix-en-Provence à l'âge de 90 ans.

## Décorations
Tout au long de sa carrière, Jean Boulet a reçu de nombreuses décorations :
- 1956 :  Chevalier de la Légion d'honneur
- 1956 :  Médaille du Mérite civil
- 1957 :  Médaille d'honneur pour acte de courage et de dévouement
- 1957 :  Médaille de l'Aéronautique
- 1961 : L'Association des Journalistes Professionnels de l’Aéronautique et de l’Espace (AJPAE) lui décerne le prix Icare.
- 1973 :  Officier de la Légion d'honneur
- 1974 : Grand prix de l'Association aéronautique et astronautique de France
- 1975 : Grande médaille d'or des Vieilles tiges
- 1976 : Pilot of the Year de la Helicopter Association of America
- 1979 : Vice-président de l'American Helicopter Society
- 1981 : Président fondateur du Groupement français des hélicoptères
- 1982 : Prix de la Commission histoire, arts et lettres de l'ACF
- 1983 : Membre de l’Académie de l'air et de l'espace
- 1984 : Trophée « Sir Richard Fairey » décerné par le Prince Andrew au Royal Club d'Angleterre